# Аутологічна трансплантація стовбурових клітин
Аутологічна трансплантація стовбурових клітин (також називається аутогенною, аутогенною або аутогенною трансплантацією стовбурових клітин, англ. Autologous stem-cell transplantation, скорочено ауто-SCT) — аутологічна трансплантація стовбурових клітин, тобто трансплантація, при якій стовбурові клітини (недиференційовані клітини, з яких розвиваються інші типи клітин) вилучаються з людини, зберігаються, а потім повертаються тій самій людині.
Хоча це найчастіше виконується з гемопоетичними стовбуровими клітинами (попередниками кровотворних клітин) під час трансплантації гемопоетичних стовбурових клітин, серцеві клітини також успішно використовуються для відновлення пошкоджень, спричинених серцевими нападами.
Аутологічна трансплантація стовбурових клітин відрізняється від алогенної трансплантації стовбурових клітин, де донором і реципієнтом стовбурових клітин є різні люди.

## Примітка
1. ↑  What Are Stem Cells? (амер.). Процитовано 12 лютого 2017.
2. 1 2  Al-Daccak, R.; Charron, D. (23 липня 2015). Allogenic benefit in stem cell therapy: cardiac repair and regeneration. Tissue Antigens. 86 (3): 155—162. doi:10.1111/tan.12614. ISSN 0001-2815.
3. 1 2  Nakashima, Yasuhiro; Nakano, Atsushi (10 квітня 2013), Cardiac Regeneration Using Isl1-positive Cardiac Progenitor Cells, Cardiac Regeneration using Stem Cells, CRC Press: 185—209, процитовано 23 вересня 2023
4. 1 2  Mahla RS (2016). Stem cells application in regenerative medicine and disease threpeutics. International Journal of Cell Biology. 2016 (7): 19. doi:10.1155/2016/6940283. PMC 4969512. PMID 27516776.
5. ↑  Autologous (Self) Transplants. The Leukaemia Foundation. The Leukaemia Foundation. Архів оригіналу за 17 березня 2018. Процитовано 27 вересня 2017. [Архівовано 2018-03-17 у Wayback Machine.]
6. ↑  Acknowledgement to Reviewers of Cells in 2019. Cells. 9 (1): 251. 19 січня 2020. doi:10.3390/cells9010251. ISSN 2073-4409.{{cite journal}}:  Обслуговування CS1: Сторінки із непозначеним DOI з безкоштовним доступом (посилання)
7. ↑  Stamm, Christof; Westphal, Bernd; Kleine, Hans-Dieter; Petzsch, Michael; Kittner, Christian; Klinge, Heiko; Schümichen, Carl; Nienaber, Christoph A; Freund, Mathias (4 січня 2003). Autologous bone-marrow stem-cell transplantation for myocardial regeneration. The Lancet. 361 (9351): 45—46. doi:10.1016/S0140-6736(03)12110-1. PMID 12517467.
8. ↑  Human/Sheep Hematopoietic Chimeras, Hematopoietic Stem Cell Transplantation, CRC Press, 25 липня 2000: 166—183, ISBN 978-0-429-16445-3, процитовано 23 вересня 2023